# バーティ・アハーン
パトリック・バーソロミュー・アハーン（Patrick Bartholomew Ahern; Pádraig Parthalán Ó hEachthairn, 1951年9月12日 - ）は、アイルランドの政治家。一般的にはバーティ・アハーン (Bertie Ahern) という名前を用いる。1997年6月26日から2008年5月7日まで同国首相を務めた。
アハーンは1977年から、ダブリン・セントラル選挙区でドイル・エアラン議員に選出されている。首相就任以前には、チャールズ・ホーヒー政権やアルバート・レイノルズ政権において労働相（1987年 - 1991年）や財務相（1991年 - 1994年）を務めている。またレイノルズ連立政権崩壊後、短期間ではあるが副首相を務めた。
1994年、アハーンは共和党の第6代党首に選出される。アハーン体制のもとで共和党は3期にわたる連立政権の首班を務めたが、その首相在任日数はエイモン・デ・ヴァレラに次いで2番目に長いものとなっている。アハーンは2008年5月6日に首相を辞任し、当時財務相だったブライアン・カウエンが後任に就いた。

## 人物
アハーンはダブリンのドラムコンドラで生まれた。ドラムコンドラはダブリン・セントラル選挙区に含まれており、アハーンは生涯にわたってこの地に住んできた。アハーンはともにコーク県出身である父コンと母ジュリアの間に生まれた5人の子どもの末子である。両親は1937年10月に結婚し、ドラムコンドラのチャーチ・アヴェニューに居を構え、その後の生涯をそこで暮らした。残る4人の兄姉はモーリス、キャスリーン、ノエル、アイリーンである。ダブリンでコンはオール・ハローズ・カレッジの農場経営者で生計を立てていた。また兄ノエルも政治家であり、ダブリン・ノースウェスト選挙区選出でドイル議員に選出されている。
父親のコンは1904年にコーク県キンセール近郊のバリーフィアードの農家に生まれた。母親ジュリアもまた農家の出で、コーク集西部のキャッスルドノヴァン生まれである。コンは1930年代に、司祭に就くためにコーク県を出てダブリンに移ったが、ヴィンセント修道会での修得を終えることができなかった。コンはアイルランド内戦を戦い、またエイモン・デ・ヴァレラや反英愛条約派の共和国軍を支持した。コンは共和国軍第3コーク旅団に加わり、独立戦争後も数十年にわたって過激共和派に属し、1990年に永眠した。ジュリアは1998年に87歳で世を去り、ダブリンのグラスネヴィン・セメタリーに埋葬された。
アハーンはドラムコンドラの聖パトリック国民学校とホワイトホールの聖アイダン・クリスチャンブラザーズで学んだ。その後、ダブリン工科大学のラスマインズ・カレッジ・オブ・コマースで第3段階教育を受ける。自身や他者による人物紹介では、アハーンはユニバーシティ・カレッジ・ダブリンやロンドン・スクール・オブ・エコノミクスで学んだとしているが、両大学にはアハーンが学生として在籍していたという記録がない。
アハーンはダブリン・メイター病院の経理部門に勤務していたが、2006年のテレビでのインタビューや2008年5月のラジオでのインタビュー、所属政党のウェブサイトなどでは会計士を自称しているものの、いずれの会計士協会からも資格を受けていない。『アイリッシュ・インデペンデント』紙はアハーンを経理事務としている。
1972年までにアハーンは後の妻となる、アハーン家の近くに住んでいた銀行員ミリアム・ケリーに出会っている。アハーンとケリーは1975年に結婚した。アハーンはジョージナとセシリアの2人の娘に恵まれた。ジョージナはウエストライフのニッキー・バーンと結婚し、セシリアはベストセラー作家となっている。
アハーンとミリアムは1992年に別居している。2003年までアハーンは公務員セリア・ラーキンと愛人関係にあった。このためアハーンは法律上の別居をしていた最初の首相となった。
アハーンは敬虔なカトリック教徒である。毎週土曜日の晩にはダブリンの聖マリア臨時司教座聖堂でのミサに列席している。ところがアハーンはセリア・ラーキンとの愛人関係を公にしていることで、かつてのダブリン大司教デスモンド・コネルに批判されている。ラーキンは2005年7月に、アハーンの推薦によって国立消費者公社の取締役に任命された。
アハーンはスポーツの熱狂的なファンである。ダブリンGAAのサポータであり、クローク・パークの試合を観戦している。またマンチェスター・ユナイテッドFCを応援し、オールド・トラッフォードでの試合やランズダウン・ロードでのラグビーの試合も観戦する。2001年には RTÉ Two の番組 The Premiership に評論家として出演している。

## 政界入り後
アハーンは1965年の補欠選挙の活動で、ドラムコンドラの街灯によじ登って選挙ポスターを吊り下げたというところから共和党にかかわっていくようになる。この選挙期間中にアハーンは政治における師で、のちに首相となるチャールズ・ホーヒーと出会う。アハーンは17歳のときに共和党の党員となり、1969年の総選挙ではホーヒーの選挙区で応援活動を行なった。
アハーンが初めて立候補したのは1977年の総選挙であり、この結果共和党は単独政権を発足させた。アハーンは新設されたダブリン・フィングラス選挙区で選好第1位として4000票を集めて当選した。この選挙以降、アハーンは国内でも票を多く受ける候補の1人となっていた。
議員となって間もない頃は、アハーンは無名で議場でも後方に座る新人であったが、野心的な行動を示すこともあった。1979年、選挙区も同じであるホーヒーとジョージ・コリーが党首、そして首相の座を争った。このときアハーンは、1970年代半ばから保健委員会でともに行動してきたホーヒーを支持していたとされている。ホーヒーがコリーとの決戦に勝利したことで、アハーンは首相府担当国務大臣補佐に任命された。
1980年、首相府担当国務大臣であるショーン・ムーアの持病により、事実上アハーンが首相府担当国務大臣職を務めるようになっていった。1981年から1982年にかけての3回の総選挙でアハーンは個人得票を増やしていき、同じ選挙区から立候補したかつての首相候補であるコリーの得票数すらも上回った。短命に終わった1982年の共和党政権でアハーンは首相府担当国務大臣を務めた。共和党はその後5年間を野党として過ごすこととなり、この期間にアハーンはドイルの労働委員会委員を務め、また1986年にはダブリン市長となった。

## 閣僚経験

### 労働相
1987年、共和党は少数与党でありながらも政権を奪還した。アハーンは労働相に就任したものの、労働相は当初あまり重要な役職と考えられていなかった。しかしながらその後数年間において、労働省はアイルランドの下降する経済を刺激する点において重要な役割を担うようになっていった。政府を代表して、アハーンは労使間の間で賃金の合意について協議した。この協議と以後の賃金交渉の合意は「アイリッシュ・モデル」と呼ばれるようになり、多くのヨーロッパ諸国でも採り入れられていった。
1989年、ホーヒーは総選挙を前倒しして実施した。共和党は議席を失い、進歩民主党との連立政権樹立を余儀なくされた。アハーンは引き続き労働相として閣内にとどまった。
1990年、アハーンは大統領選挙で同輩閣僚のブライアン・パトリック・レニハン陣営の選挙運動を指揮することとなった。ところが圧倒的に有利であるはずのレニハンが無所属候補のメアリー・ロビンソンに敗北したことで選挙運動の責任者であるアハーンの失態が目立つ結果となり、アハーンは大きな打撃を受けた。
1991年、共和党と進歩民主党の政権協定が見直された。アハーンはこの協議でふたたび重要な役割を果たした。政権維持の望みが揺らいだところでアハーンは両党間の亀裂を埋め、連立は軌道に戻った。この一連の協議の結果に対してホーヒーはアハーンを「協議に参加した中でもっとも熟練し、もっとも腹黒く、もっとも狡猾だ」と評した。

### 財務相
1991年11月、当時財務相であったアルバート・レイノルズが党首選挙に立候補し、ホーヒーに挑んだ。このときアハーンはホーヒー支持を表明していた。レイノルズは敗れ、自身とその支持派は内閣を追われた。内閣改造でアハーンは財務相に就任した。

### レイノルズ政権
1992年初頭、ホーヒーは首相と党首を辞任した。アハーンはホーヒーらに、その後任に名乗りを挙げるよう促された。ところがアハーンは慎重な姿勢を持ち、党首選挙への立候補を見送った。これによりレイノルズが党首、そして首相に就任した。このときアハーンはレイノルズとの間で、自らが引く代わりにレイノルズ政権での閣僚に残すという内容の取り決めがあったとされている。前政権での主要閣僚のうちたアハーンとマイケル・ウッズの2人だけがレイノルズ政権に残り、アハーンは引き続き財務相を務めることとなった。
1992年の総選挙を受けて、共和党は労働党と連立政権を発足させることになった。ところがこの政権は、高等裁判所人事に関するレイノルズ案に対して労働党が反発し、連立を離脱したことによって終焉した。アハーンは労働党党首のディック・スプリングが務めていた副首相を引き継いだものの、その後まもなく政権は崩壊し、レイノルズは首相と党首を辞任した。
1993年、当時アハーンは財務相に在任していたが、このとき複数の企業から合計39,000アイルランド・ポンドを受け取っていた。この収入については2006年まで明るみに出ることがなかった。

## 共和党党首
1994年11月19日、アハーンはレイノルズの後を受けて共和党第6代党首となった。このとき1959年のショーン・レマスのとき以来となる、無投票での党首選出であった。
党首就任からまもなくアハーンは労働党の政権残留協議を開始した。このとき連立維持、アハーンの首相就任が見込まれていたが、あらたな対立が生じたことで労働党は連立を離脱し、アハーンは野党党首となった。
1997年の総選挙で共和党はアハーンの人気に頼った運動を展開した。共和党は議席を増やし、4人の無所属議員の支持を得ながら進歩民主党との連立を組んだ。1997年6月26日、アハーンは45歳という史上最年少でアイルランド首相に就任した。

## 首相在任（1997年 - 2002年）

### 当初の懸案事項
アハーンの第1次政権の最初の6か月は課題が積まれていた。まず、アハーンはデイヴィッド・アンドリューズを国防相兼外務政務次官に指名しようとした。ところが、このような閣僚と下位の役職とを兼務させることは憲法に反するため、アハーンは再検討を迫られた。
次に、首相就任の翌月となる7月に、ホーヒーが小売業のダンズ・ストア創業者であるベン・ダンから130万アイルランド・ポンド相当の物品を受け取っていたことについて審理するマクラケン法廷に、かつては否定していたものの、自ら証拠を提出するということがあった。しかしながらこの件では政権よりもホーヒー個人の評価のほうへの打撃が大きかった。
そしてアハーン政権で外相となっていたレイ・バークの疑惑が再び浮上した。バークは30,000アイルランド・ポンドの賄賂を受け取っていたことを認めて辞任を余儀なくされた。この2件に対して政府はモリアーティ法廷とフラッド法廷を設置した。就任6か月で最も高く評価されたのは IRA暫定派の休戦が再開したことであり、これで北アイルランドとの協議再開への道が開けた。

### 和平プロセス
アハーンの1期目における大きな功績としてベルファスト合意、あるいは「聖金曜日合意」への協議を開始したことが挙げられ、この協議でイギリス、アイルランド両国政府と北アイルランドのほとんどの政党が、北アイルランドの権力分担に向けた「もっぱら平和的かつ民主的な (exclusively peaceful and democratic)」枠組みを設置することとなった。ベルファスト合意は1998年4月10日に調印された。ベルファスト合意は各政党だけでなく、イギリス、アイルランド両国政府とアイルランド共和国および北アイルランドの市民にも支持された。
合意と、合意によってなされた休戦と政治構造により和平が進められた。この協議を通じてアハーンはイギリス首相トニー・ブレアとの関係を強めていった。1998年11月26日、ブレアはイギリスの首相として初めてドイルで演説した。また2003年9月24日には、アハーンとブレアは聖金曜日合意によってイギリスと北アイルランドに平和をもたらしたことに対してともにトーマス・J・ドッド国際正義人権賞を受賞した。2008年5月22日、アハーンとブレアは和平プロセスにおける功績が認められ、クイーンズ大学ベルファストの名誉博士号を受けた。総長のジョージ・ミッチェルはアハーンを「平和をもたらし、橋を架けた人物 "a man of peace and a builder of bridges"」と称えた。

### 経済
アハーンの首相在任中はアイルランドの高度経済成長期、いわゆる「ケルトの虎」と重なる。繁栄と生活水準の向上はケルトの虎がもたらした成果であった。他方で公共医療や運輸部門における社会基盤を整備していったことで赤字が増大していった。

### 2002年総選挙
史上第2位となる長さとなった第28期ドイルは任期満了を迎えた。共和党と進歩民主党による連立は、5月17日の総選挙で過半数を得たことで引き続き政権を担うこととなった。共和党は単独での過半数獲得を目指したが、目標の84議席に3議席届かなかった。連立政権はドイルにおいて、共和党と8人の進歩民主党所属議員で構成されることとなった。政権が選挙で再任されたのは、1969年のジャック・リンチ政権以来となった。このとき野党のフィナ・ゲールは議席を大幅に減らした。

## 首相在任（2002年 - 2007年）

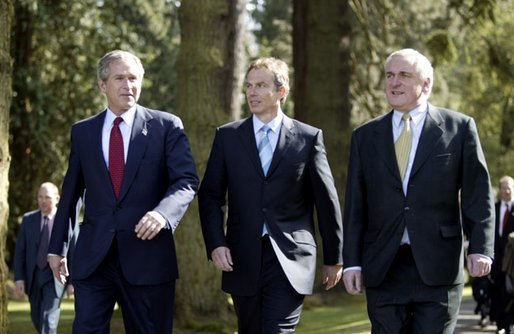
左からアメリカ合衆国大統領ジョージ・W・ブッシュ、イギリス首相トニー・ブレア、アハーン（2003年4月8日、北アイルランドのヒルズボラ城にて）

2002年の総選挙からまもなくして、世界経済やアイルランド国内の経済が減速したことにより財政支出の削減が発表されたが、これは議論を呼び起こした。選挙期間中に財務相チャーリー・マクリーヴィが「歳出削減など考えていない」と発言していたため、財政支出の削減は公約に反するものとなった。政権は世論から、とくにイラク戦争関連でも、発言と行動の不一致について批判を受けた。政権に対する世論調査での支持率は大きく落ち込み、アハーン人気も最低水準にまで落ち込んだ。
2003年には、イラク戦争に対する国内の反発があったにもかかわらず、多数の部隊を載せたアメリカ軍の輸送機がシャノン空港で燃料供給を受けていたことが発覚し、政府はこの論議に追われることとなった。アイルランドは国家樹立以来の国是として、あらゆる紛争において中立を維持することを掲げてきた。当初政府はアメリカ軍部隊がシャノン空港を使用していないとしてきたが、これが事実と異なっていることが発覚すると、政府はアメリカ軍に対してシャノン空港の使用を50年間認めていると主張した。
世論調査でのアハーンに対する支持率が低下し、また2004年の地方選挙では、共和党は過去80年間で最悪の結果となった。それでもなお首相・党首交代が起こることはなく、アハーンはその後の世論調査で支持率を回復させていった。2004年にアハーンは予想に反して内閣改造を実施したものの、アハーンを脅かす存在として最有力候補と見られたシェイマス・ブレナンを閣僚から降ろすことができなかった。この内閣改造は一部からの期待に反して、新たに内閣に加わったのが3人にとどまるほどの小規模なものであった。
政権が優先する事項を変更し、また経済成長が続いたこともあって、アハーンに対する人気の落ち込みは短期間で終わった。アハーン政権では2004年3月に職場や公共の屋内における喫煙の禁止を定めた法律を施行している。また交通機関でも、ダブリンのライトレール「ルアス」の開業、高速自動車道の新設、国有の空港運営企業エアリアンタの解体といったことがあった。

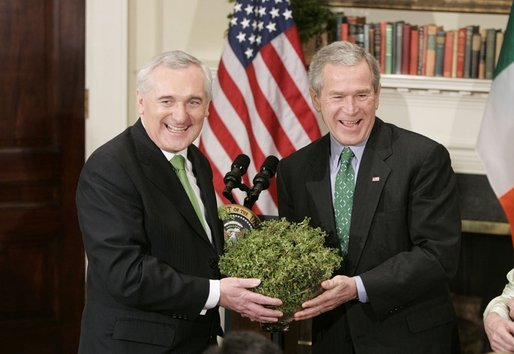
2005年の聖パトリックの祝日の祝賀行事で、ブッシュにシャムロックの鉢を贈るアハーン

2004年11月、アハーンは共和党党首就任から10周年を迎えた。2006年には首相在任期間がエイモン・デ・ヴァレラに次ぐ史上第2位となった。
2004年にアハーンは輪番制の欧州理事会議長を務め、この任期中に加盟国の首脳は欧州憲法条約に合意し、また欧州連合とアメリカとの関係回復や10か国の新規加盟、次期欧州委員会委員長にジョゼ・マヌエル・ドゥラン・バローゾの任命といったできごとがあった。
アハーン政権はオランダのネダップ社から電子投票システムを5200万ユーロで導入したが、このシステムの安全性に問題があり、投票結果が改ざんされるおそれがあるという指摘がなされた。
連立を組む進歩民主党は、1994年にマンチェスターでの講演の報酬8,000ポンド・スターリングの詳細について答えるべきだとした。またマンチェスターでのアハーンの様子や宴会に出席していた人物の名前がつぎつぎと明らかになっていったこと、とくに実業家マイケル・ウォールがアハーンに住宅を売却したことが明るみに出ると、連立政権は不安定なものとなっていくおそれがあった。アハーンがドイルで2度にわたって謝罪し、政治家の倫理に関する法令の強化で合意したことにより、連立の緊迫した状況は和らいだ。
2006年12月にモリアーティ法廷はその報告書において、党への献金を私的流用していた当時の党首であるホーヒーに白紙小切手を渡していたことについてアハーンを非難した。さらに共和党への献金と法廷による調査で、これらの資金の管理にアハーンが関与していたという疑惑が持ち上がった。
2007年5月、アハーンはイギリス議会の上下両院での合同会議において、アイルランドの指導者として初めて演説を行なった。

### 2007年総選挙
2007年の総選挙でアハーンは3度目の勝利を得ようと考えていたが、同年4月の世論調査ではアハーンに不利な結果が出された。
2007年4月の世論調査では、連立与党の支持率は共和党が 35%、進歩民主党が 3% であったのに対して、フィナ・ゲールと労働党の組み合わせに対しては 38% が支持するという結果が出された。さらに4月27日の世論調査の結果では共和党と進歩民主党の支持率がそれぞれ 34%、3% となったのに対して、フィナ・ゲールと労働党はそれぞれ 31%、10% となった。労働党は2007年2月の党大会で、労働者の 80% が納めている所得税の基本税率を 20% から 18% に引き下げるという公約を掲げ、メディアなどを賑わせた。共和党と進歩民主党による連立政権による所得税減税は最高税率の引き下げにとどまっており、労働党の減税案は共和党の敗北の可能性を強めるものとして打ち出された。
アハーンは選挙期間中、『サンデー・インデペンデント』紙の記者オーエン・ハリスの強い支持を受けた。ハリスは反アハーン運動について、自らの記者人生で見てきた中でもっとも汚いメディアの情報操作であると断じ、アハーンと共和党への支持率が低迷することはシン・フェイン党の利益となるとした。その後ハリスはアハーンから総選挙後の8月3日にシャナズ・エアラン議員に任命された。
アハーンは4月にドイルを解散し、5月24日に総選挙を実施することとした。共和党は前回の総選挙から3議席少ない78議席を獲得した。アハーンの政治資金疑惑が選挙運動で影を落とし、大敗する可能性があったなかで、この結果は共和党の勝利とされた。他方で連立を組んでいた進歩民主党は党首が落選するなど、改選前の8議席から2議席にまで減らす敗北を喫した。

## 首相在任（2007年 - 2008年）

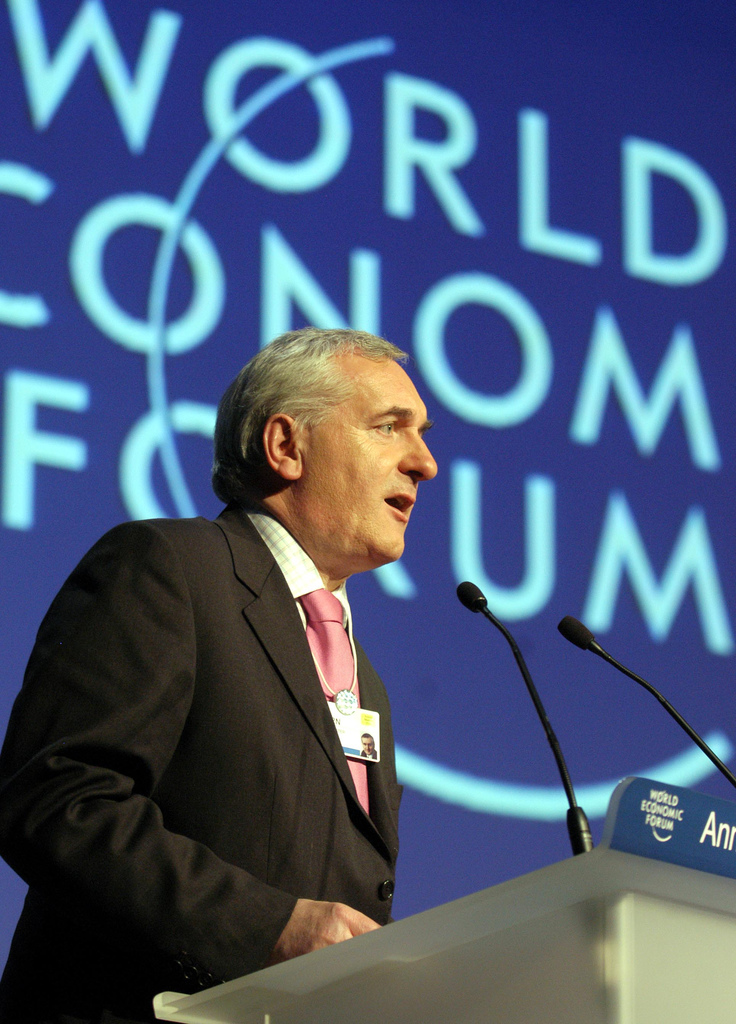
ダボスでの世界経済フォーラムで演説するアハーン（2004年1月）

2007年の総選挙を受け、アハーンは共和党、緑の党、進歩民主党による連立政権の首班として、3党以外にも無所属議員からの支持を受けて首相3期目に入ることとなった。共和党が連立の相手として複数の政党と組むのは今回が初めてのことである。
政権を獲得するにあたりアハーンの総選挙後の選択肢としては、進歩民主党との連携に加えて共和党に近い無所属議員2人と残る3人の無所属議員のなかの1人以上の支持をまとめることが一つ、もう一つの選択肢として緑の党か労働党のいずれかとの連携があった。結局、共和党は緑の党との連携を協議し、無所属議員のジャッキー・ヒーリー＝レイ、ビヴァリー・フリン、フィニアン・マグラスの支持を受けて3党による連立政権を発足させた。
しかしながら、いったんは献金として受け取ったものののちに借入金とされた資金問題が取りざたされると、2006年9月まで不正な行動によって政治家として傷つくこともなく、テフロン宰相とまで評されたアハーンの名声は損なわれていった。アハーンは国内外のメディアから批判を受けた。
ところがこのような批判がなされてもなお、世論調査でアハーン政権に対する支持率が急上昇し、野党の支持率は下がっていった。世論の55から64%が、アハーンがそのような資金を受け取ったことを間違いとする一方で、共和党への支持率は 39-42% と上昇し、フィナ・ゲールが 20-26%、労働党が 10-11% となったのとは対照的な結果となった。また世論の3分の2は、アハーンは辞任するべきではないと考えていた。この世論調査はメディアの槍玉に挙げられ、『アイリッシュ・タイムズ』紙は「われわれ国民の意見を十分に反映したものではない」と評した。
2007年5月22日にアハーンは『ヴィレッジ』誌でのインタビューで、60歳で政界を引退する意思を明らかにし、長くて2012年まで続くことになっている当時のドイルの任期満了を待たずに首相から退くとした。
2007年7月4日、アハーンはドニゴール県での集会において、経済情勢を傍観したり、あるいは不平を漏らしたりしている人がなぜ自殺しないのか理解できないと発言した。この失言はアイルランド経済が低迷し、バブル状態だった不動産価格が最大で 10% 下落したころになされたものであった。
アハーンが政治資金の問題を追及するマーン法廷に出廷した直後の2007年9月の世論調査では、アハーンの会計処理を信用していると答えた有権者の割合は3分の1を下回った。
それまで野党はアハーンの資金問題で沈黙してきたが、2007年9月に労働党党首のエイモン・ギルモアはマーン法廷に出廷するにまで至ったアハーンに辞任を要求した。
フィナ・ゲール党首のエンダ・ケニーはマーン法廷でのアハーンの「だらだらとまとまりのない」答弁を強く批判した。ケニーは宣誓をしたはずのアハーンの法廷での証言が「だんだん変わってきている」と指摘し、「信頼性に難があり、首相の資質が問われるものとなっている」と糾弾した。
9月26日のドイル再開にあたり、ケニーはマーン法廷での発言からアハーン政権に対する不信任動議を提出した。これに対して緑の党、進歩民主党、政権寄りの無所属議員はこの動議に反対した。3時間にわたる議場での激しいやり取りで、アハーンは「虚偽」発言を追及され、辞任を求められた。
不信任動議は共和党議員のほか、緑の党6人、進歩民主党2人、無所属議員4人が政権支持にまわったことで、81対76で否決された。しかしながら2007年11月の世論調査では、有権者の4分の3がアハーンはマーン法廷で資金源について十分な説明をしなかったと考えていた。またこの調査では有権者の半数以上が、資金に関する一連の疑惑がアハーンの重大な政治問題と考えていた。
2008年1月22日の世論調査では、78% の回答者がアハーンの資金源と納税に関する問題で真相が明らかになっていないとし、明らかになったと回答した割合はわずか 14% にとどまった。
2008年2月22日に環境相のジョン・ゴームリーは、マーン法廷で首相について明らかになった事実のために政府の仕事が難しくなっていると発言した。
またこれと同じ日に野党各党は首相の資金問題を「国の恥」という烙印を押し、早期に辞任に追い込もうとした。
1990年代にアイリッシュ住宅金融組合のドラムコンドラ支店にあるアハーンの預金口座にポンド・スターリングを預金していたことを元秘書のグレイン・カルースが認めたことで、共和党に衝撃が走った。2008年3月27日、マーン法廷でのアハーンとカルースの証言が食い違うことに困惑が広がり、かつて共和党に所属していた進歩民主党党首のメアリー・ハーニーはアハーンに釈明を求めた。
連立政権内の動揺はさらに拡大し、緑の党党首のゴームリーもアハーンに対して元秘書との証言の矛盾について説明するべきだと発言した。
2007年11月25日に発表された世論調査の結果では、経済の不確実さが続く状況に反して政府や高級官僚の俸給が大幅に増額することが発表され、また公共医療の機能不全といったことを受けて共和党に対する支持率が7%下がった。
2008年4月2日、アハーンは翌月6日に首相と党首を辞任する意思を明らかにした。
2008年4月30日、ワシントンD.C.でアハーンはアメリカ合衆国議会で演説を行なった。アイルランドの指導者として同国議会で演説したのはアハーンで6人目であった。またイギリス議会とアメリカ合衆国議会の両方で演説を行なった人物としても、アハーンは6人目となった。
2008年5月6日、アハーンは首相最後の公務として、北アイルランド首相のイアン・ペイズリーとともにボイン川の戦い観光センターの開館式典に出席した。

## アハーンをめぐる論争

### 不透明な報酬の管理
アハーンはマーン法廷から、当時首相だったホーヒーに対して使途を確認することなく白紙小切手に署名したことを糾弾された。アハーンは法廷で、白紙小切手に署名したことは「運営上の便宜」のために共和党党首名義の預金口座に使われたと発言した。また2006年9月に『アイリッシュ・タイムズ』紙はマーン法廷から不正に漏洩された、アハーンが1993年に財務相に在任していたときにある実業家から金銭を受け取ったとする内容の情報を掲載した。
『アイリッシュ・タイムズ』は、『サンデー・ビジネス・ポスト』に対して漏洩文書の発行を差し止めた最高裁判所の判断に賛同しないと表明し、マーン法廷での尋問は世間が関心を持つものであるとして発行を弁護した。この最高裁判所の命令は『サンデー・ビジネス・ポスト』に対して下されたものだが、この仮命令は審理で得られた信頼できる情報の公表をすべてのメディアに対して差し止めたものであった。
アハーンは金銭を受け取ったことを認めたが、インタビューで次のように発言している。
私が個人的にもらったものは、はっきり言わせてもらうと、きみには関係のないことだろう。私がだれかからプレゼント、あるいはそのようなものとしてなにかを受け取ったのならば、私はそれを使ってもかまわないのだからね。
しかしながらアハーンは野党時代の1996年に、次のように発言している。
国民は自ら選出した議員や役人、そしてとくに大臣が資金に関してきれいであるという絶対的な保証を持つ権利を持っているのです。こういった公人は誰に対しても金銭上の債務を負わないのだと認識している必要があります。
『アイリッシュ・インデペンデント』と『アイリッシュ・タイムズ』はこの2つの発言の矛盾を社説で批判している。
この資金のやり取りが発覚してから6日後、アハーンは1993年と1994年に合計で39,000アイルランド・ポンドを受け取っていたことをテレビのインタビューで認めた。アハーンはこの資金を当初は借入金としていたが、インタビューを受けたときには返済も利息の支払もしていなかった。これについてアハーンは受け取った資金を返還しようとしたが、友人が受け取ろうとしなかったのだと述べた。そのうえでアハーンは政治倫理上でも、税制上でも、そのほかの法令においてもなんら間違いを犯していないと主張した。
しかしながら2007年11月28日にNCBグループ最高経営責任者のパドレイク・オコナーはマーン法廷において、古くからの友人が貸付を行なったのは1993年のクリスマス以降のことだとする主張を真っ向から否定した。
さらにこのテレビ向けインタビューでアハーンはマンチェスターの企業経営者25人から8,000ポンド・スターリングを受け取ったことを認めた。これについてアハーンは求めてもいないのに受け取らされた献金であり、国外で受け取ったものである以上は非課税だと主張し、また会食後にスピーチを行なったことに対して支払われたものだとした。さらにアハーンは私人としてで受け取ったものあって、財務相として贈られたものではないとし、またこのほかの会合の場では一切の金銭を受け取っていないと述べた。これに対して2006年9月30日付の『アイリッシュ・タイムズ』の記事では、この金銭のやり取りの一部は、実際にはアイルランドの大手投資銀行であるNCBストック・ブローカーズ宛の小切手であったと報じた。またアハーンの支持者の多くが国の機関の役員となっていた。見返りを求めたり受け取ったりしていないとしつつ、アハーンは次のように述べている。
私はいろんな人に役職についてもらったが、それは彼らが友人だからであって、彼らが私になにかをくれたからではない。
公職基準委員会の規定では以下のようになっている。
国は当該人物の能力、適性、経験を考慮し、その利益に基いて役職に任じるものとする。
またドイルの議員の行動については次のように規定している。
議員は行動規範の規定と理念に従って行動し、またその行動は自らの役職や議院の信用を失墜せしめることがないようにしなければならない。
しかしながら世論の厳しい評価に直面し、アハーンは 5% の利息をつけた計90,000ユーロを返却した。
2006年10月3日、アハーンはドイルにおいて15分間の演説を行い、アイルランド国内の友人から受けた計39,000アイルランド・ポンドの借入と、1993年と1994年にマンチェスターで企業経営者から受け取った8,000ポンド・スターリングについて釈明した。このなかでアハーンは自らがもたらした問題について次のように述べて謝罪した。
昨今の問題が発覚し、世間の皆様にご心配をおかけしてしまっていることは私自身と、私に近く親しい方々にとって不徳のいたすところであります。私の友人たち、アイルランド国民、そして本院に私の謝罪の気持ちを申し述べます。

### ポンド・スターリングの蓄財
2008年3月20日、マーン法廷においてアハーンの元秘書であるグレイン・カルースが住宅金融組合のアハーンとアハーンの娘名義の預金口座に15,500ポンド・スターリングを預け入れた可能性があるということを認めた。
カルースはこの前日にアハーンの口座にポンド・スターリングを入金していたということを否定していたがその翌日に、記憶では現金を見たことがないとしたものの、事務処理としてアハーン名義で口座にポンド・スターリングを入金した可能性があるということを認めた。
アハーンは2008年2月の法廷での証言で、自身と自身の娘名義の口座の預金は政治家としての歳費や俸給であるとしていた。

### あるはずのない銀行口座
さらにアハーンが1994年に自らの銀行口座に預金していた50,000アイルランド・ポンドについて疑惑が浮上した。アハーンは、この預金は1987年から1994年までの間に預け入れたものであるがと主張したが、しかしながらアハーンはこの期間に実際に利用していた銀行口座を持っていなかった。この期間にアハーンは労働相を経て財務相に就任している。アハーンは労働党党首のパット・ラビットから、銀行口座を持っていなかったのならば「圧縮して靴下の中」(sock in the hot-press) に貯めていたのか、と質問された。また社会党党首のジョー・ヒギンズからも、「靴箱の中」(in a shoe-box) に貯めていたのか、と質問された。アハーンはこれらの質問に対して、自らの手元で貯めたものだと答えた。

### 住宅購入の代金
2006年10月5日、1994年にアハーンがマンチェスターに拠点を置くアイルランド人企業経営者のマイケル・ウォールから、ダブリンにある住宅を購入したという情報がドイルに流れた。ウォールは1994年にマンチェスターでの催しで、アハーンに謝礼として8,000ポンド・スターリングを支払っている。この情報によって連立政権内にさらなる緊張がもたらされた。
2006年10月10日にアハーンはふたたびドイルにおいて、1990年代の初めに個人的な目的で借入や贈与を受けたことは「間違った判断」だったとした。さらにアハーンはその前の週に、この金銭の受け取りは問題がないとしていたことについても謝罪した。アハーンはすでに、公職にあるものがその友人から金品を提供されたときには公職基準委員会の指導を受け、その判断を仰ぐことを求める内容の政治倫理法の規定に従っていると述べた。

### 不動産開発業者からの献金
アハーンについて、不動産開発業オーウェン・オカラハンから50,000アイルランド・ポンドを見返りとして受け取っていたという疑惑が浮上した。この疑惑についてアハーンはコーク県の企業経営者デニス・オブライエンを相手取って名誉既存訴訟を提起し、勝訴している。ところがキャスターのエーモン・ダンフィはマーン法廷において、1990年代にショッピングセンター開発でアハーンに便宜を図ってもらったということをオカラハンから聞いたと証言している。アハーンとオカラハンは否定したものの、元不動産開発業者のトム・ギルマーティンは、ダブリン西部にあるクオリーヴェールの土地開発に関して、1989年に50,000アイルランド・ポンドを、1993年に30,000アイルランド・ポンドをアハーンに贈ったことをオカラハンが話していたと述べている。さらにギルマーティンは、オカラハンが関心を寄せていたアスローンの土地の税制に関して、アハーンに20,000アイルランド・ポンドを渡したということをオカラハンから聞いたと主張している。この税制とは、1994年12月の共和党政権が崩壊する前にアハーンが財務相として成立させた法律のこととされた。
2007年3月、マンチェスターのアハーンの後援者パディ・レイリーがアハーンの地元のダブリン・セントラル選挙区における選挙対策の責任者に任命された。これについても2007年4月にアハーンの元運転手の発言から、1994年に当時財務相だったアハーンが、いっぱいの現金を詰め込んだブリーフケースをマンチェスターに持っていったという疑惑が持たれた。アハーンはこの疑惑を否定している。
この金銭授受の詳細はアハーンの立場を悪くするものと見られていたが、2007年の総選挙の結果ではその影響が小さいものとなった。2007年4月の世論調査では、およそ半数の有権者がアハーンは金銭授受問題について説明責任を果たしていると答えていた。

### セリア・ラーキンによる改築代金
アハーンの当時愛人だったセリア・ラーキンが、アハーンがのちに購入することになる住宅の改築費用にあてるためにマイケル・ウォールから30,000アイルランド・ポンドを受け取っていたという疑惑が2007年5月に浮上した。
2008年2月2日にマーン法廷で、アハーンの元愛人セリア・ラーキンが1993年に購入した住宅の代金はドラムコンドラにあるアハーンの選挙区団体に寄付された資金で賄われたとされていた。ところがこの資金がラーキンに対する貸し付けであると示したり、あるいは口座からおよそ30,000ポンドが引き出されたことを証明したりする記録がなかった。ダブリンの企業経営者ティム・コリンズはアハーンが、ラーキンが30,000ポンドを借り受けたとされている、いわゆる BT 口座の共同名義人であることを否定した。コリンズは、デス・リチャードソンとは DT 口座を共有していても、 BT 口座が Bertie と Tim を指すものはないとしたのである。

### マーン法廷への出廷
2007年9月13日、アハーンは4日間の日程でマーン法廷に出廷することとなった。この日、アハーンはマーン法廷に協力してこなかったことを認めた。弁護団は、もたらされた情報はアハーンが「認めます」と答えた「アハーンに向けられた質問をすべて網羅していなかった」と述べた。翌日の9月14日、アハーンが問題となった25,000アイルランド・ポンドに関する言い分が変わったことを受け、アハーンの法廷における証言の矛盾が明確となった。1週間後の9月21日、アハーンは再度言い分を替え、問題の核心を思い出せないと発言した。
裁判長のアラン・マーンは、「アハーン首相から提出された出入金記録には、本法廷がその記録をたどることを困難にするような重大な乖離がある」とした。判事ジェラルド・キースは1990年代初頭の30,000ポンド・スターリングの買い物について「記憶がない」としたことを、別の判事メアリー・ファハティはアハーンが1995年1月にアライド・アイリッシュ銀行のオコンネル・ストリート支店の口座から50,000アイルランド・ポンドを引き出した理由の説明がまったくの正反対であることをそれぞれ糾弾した。
9月24日、銀行に残る記録や元愛人ラーキンの証言とアハーンの発言が食い違うと法廷が断定したことにアハーンも同意したことで、矛盾、記憶の齟齬、宣誓をしたうえでのアハーンの証言との相違がさらに生じた。アハーンは「銀行の記録が正確であるならば、ラーキン氏がその日に28,772.90アイルランド・ポンド相当のポンド・スターリングの両替を行なったということは事実ではありえない、ということになるでしょう」として、法廷の考え方に同意したのである。
2007年12月20日と翌21日、アハーンは追加された2日間でマーン法廷から、1990年代の自身の資金について質問された。
2008年1月、マンチェスターで受け取った金額に対する課税と、マンチェスターでの金銭の授受が明らかになっていなかった2002年の申告した納税状況について、国税庁と話し合っているということが明らかになった。これについてフィナ・ゲール党首のエンダ・ケニーは、税制を守っていると堂々といえないような人物が首相の職にとどまっていることは認められないと批判した。
2008年2月12日、アハーンはドイルにおいてマーン法廷に提供したと述べていた情報について、マーン法廷はそのすべての情報を提示されていないということが明らかになった。さらにアハーンは高等裁判所で訴訟を提起し、2006年にドイルにおいて明らかにしていた情報についてマーン法廷が取りあげたり、アハーンに対して尋問したりしないよう求めた。
マーン法廷がアハーンの資金について公的に調査しなければならない蓄財やそのほかの取引の合計額は452,800アイルランド・ポンドを下らない。巨額の資金が1995年までに蓄えられたにもかかわらず、これらの蓄財や取引は1988年から1997年までの間になされていた。
2008年6月4日、アハーンは秘書が法廷で証言する以前にポンド・スターリング蓄財を知っていたことを認めたが、この日マーン法廷に出廷したアハーンはその蓄財について、競馬で予想が当たったことによるものだと述べた。

### 納税証明書
2008年1月中旬、マーン法廷関係筋からもたらされた情報によると、アハーンはドイルに対して納税証明書を提出できないということが報道で明らかになった。納税証明書は国税庁が発行するものであるが、この証明書は当該人物が適切に税金を納めていることを明らかにするものである。ドイルの議員は2008年1月31日までにこの証明書をドイルの委員会に提出することが政治倫理法によって義務となっている。しかしこの証明書が提出されないということは、アハーンが国税庁との間で協議を行なっているということを示すものである。公職基準委員会は2002年の総選挙以降のアハーンの納税状況について調査するよう求められた。
納税証明書を提示できないという事態を受けて、アハーンに対する辞任を求める圧力がさらに強まった。またアハーンはウラクタスの議員でただ一人、納税証明書を提出していないという状況となった。2008年1月14日、南アフリカ訪問中のアハーンはこの問題についてエンダ・ケニーを「恥知らずのうそつき (bare-faced lie)」と呼ばわった。またアハーンと共和党の対応は税金未納問題を直接取りあげるものではなく、アハーンの納税状況についての情報が漏れたということを非難するものであった。労働党党首のギルモアは、アハーンが個人資金の報告書を少なくとも4種類提出しており、納税証明書を受け取ることができないのだと述べて、アハーン叩きに加わった。
2008年2月21日、アハーンはマーン法廷に対して初めて、1990年代の財務相在任中に受け取った報酬にかかる税金を支払っていなかったことを認めた。

### 俸給引き上げ
2007年10月25日、俸給検討委員会からの政府高官や閣僚の俸給の引き上げ勧告に政府が従ったことについてアハーンは批判を受けた。首相職の俸給は年38,000ユーロ引き上げられて310,000ユーロを受け取ることとなるが、この額が支給されていればアメリカ合衆国大統領をも上回り、欧州連合加盟国の政府首脳としても最高額となる。
野党からは公共医療サービスに関する予算の問題が明らかになった直後で、アハーンの増額分だけでも基本的社会福祉の代価の4倍となることに批判が集中した。2007年12月12日、俸給の引き上げの第1段階を1年延期することが発表された。